# Giuseppe Simone Assemani
Giuseppe Simone Assemani (1687 Tripolis – 14. ledna 1768 Řím) byl libanonský orientalista.
Pocházel z maronitské rodiny Assemaniů, studoval v Římě a poté byl vyslán papežem na cesty po Egyptě, Libanonu a Sýrii, kde sbíral orientální rukopisy, mince a jiné pro vatikánskou knihovnu. Po návratu se stal kustodem Biblioteca Vaticana a titulárním biskupem z Tyru. Část jeho díla shořela při požáru jeho bytu v roce 1768.

## Hlavní dílo
- Bibliotheca orientalis Clementino-Vaticana / Josephus Simonius Assemanus. S doslovem od Josepha-Marie Saugeta. Řím 1719-28, 4 svazky.
- Italicae historiae Scriptores ex Biblioteca Vaticana. Řím 1751-53, 4 svazky.
- Kalendaria Ecclesiae Universae. 1755-57, 6 svazků.
- Bibliotheca iuris orientalis canonici et civilis. 1762-66, 5 svazků.